# Beretta M3P
Pendant quelques années, à la fin des années 1980, Beretta a produit un Fusil de police à répétition manuelle (à pompe) et semi-automatique en calibre 12 : le Beretta M3P. Il peut aussi être utilisé comme lance grenades. Il est enfin l'un des rares modèles à posséder un chargeur amovible et une crosse repliable (sur le haut de l'arme de série).

## Données numériques
- Munition : Calibre 12 (18,5x70 ou 18,5x76 mm)
- Longueur 
  - Crosse repliée : 69 cm
  - Crosse déployée : 96 cm
- Canon : 41 cm
- Masse du fusil vide : 3,5 kg
- Alimentation : boîte-chargeur de 5 coups

## Diffusion
Le succès des Benelli M3 Super 90, Franchi SPAS 12 et SPAS 15, puis le rachat de leurs fabricants par Beretta, en limita la diffusion. Il sert néanmoins en petit nombre au sein du RAID et fut utilisé par le Gruppo di intervento speciale. Mais les policiers français adoptèrent ensuite le SPAS 15 et les carabiniers italiens le Benelli M3.
L'arme est utilisée dans les prison françaises en 2008.

## Dans la culture populaire
Le Beretta M3P est enfin visible dans les mains du capitaine de police André Malone (Bernard Verley) dans la série Malone (TF1, 2004-2007). Un policier français l'utilise dans la série Julie Lescaut (S21E04 : "Pour solde de tous comptes" diffusé sur TF1 en 2011). Au cinéma , un membre des triades emploie ce fusil dans Les Associés (Once a Thief, 纵横四海, Zong heng si hai) de John Woo.

## Sources
1. ↑  Olivier Razac, Centre interdisciplinaire de recherche appliquée au champ pénitentiaire, L'utilisation des armes de neutralisation momentanée en prison, 2008, 74 p. (lire en ligne)

- P. Beuchet, « Franchi SPAS 15 contre Beretta M3P »,Action Guns n° 104, Décembre 1987.
- J. HUON, Les Armes des polices françaises, 2 tomes, Crépin-Leblond, 2014.